# Gare de Dieppe
Gare de Dieppe – stacja kolejowa w Dieppe, w regionie Normandia (departament Sekwana Nadmorska), we Francji.
Dieppe utraciło bezpośrednie połączenie z Paryżem przez Serqueux ze względu na zamknięcie dla ruchu (listopad 2006) odcinka Serqueux – Dieppe.
Dieppe posiadało również połączenie z Le Tréport i Saint-Vaast-Dieppedalle – Bosville.
W pobliżu portu, znajdowała się stacja Dieppe-Maritime, do której docierały pociągi Paryż-Londyn.